# Rivalta Bormida
Rivalta Bormida (piemontiul: Arvàuta) település Olaszországban, Piemont régióban, Alessandria megyében. Lakosainak száma 1373 fő (2023. január 1.). Rivalta Bormida Castelnuovo Bormida, Montaldo Bormida, Orsara Bormida, Sezzadio, Strevi és Cassine községekkel határos.

## Népesség
A település lakossága az elmúlt években az alábbi módon változott:
| Lakosok száma | 1443 | 1434 | 1373 |
|               | 2017 | 2018 | 2023 |